# Head (album des Monkees)
Pour les articles homonymes, voir Head.
Albums de The Monkees
The Birds, the Bees and the Monkees
(1968) Instant Replay
(1969)
Singles
1. Porpoise Song (en)
Sortie : octobre 1968

Head est le sixième album du groupe américain de pop rock The Monkees. Sorti en 1968 sur le label Colgems Records (en), il s'agit de la bande originale du film Head. Elle inclut six chansons entrecoupées d'extraits des dialogues du film.
Tout comme le film, l'album est un échec commercial, n'atteignant que la 45e place des ventes aux États-Unis : c'est le premier album des Monkees à ne pas se classer dans le Top 3. De même, le single Porpoise Song (en) se classe seulement 62e.

## Fiche technique

### Chansons
| 1. | Opening Ceremony                     |                              | 1:20 |
| 2. | Porpoise Song (Theme from Head) (en) | Gerry Goffin, Carole King    | 2:56 |
| 3. | Ditty Diego—War Chant                | Jack Nicholson, Bob Rafelson | 1:25 |
| 4. | Circle Sky                           | Michael Nesmith              | 2:31 |
| 5. | Supplicio                            |                              | 0:48 |
| 6. | Can You Dig It                       | Peter Tork                   | 3:23 |
| 7. | Gravy                                |                              | 0:06 |

| 8.  | Superstitious                                    |                              | 0:07 |
| 9.  | As We Go Along                                   | Carole King, Toni Stern (en) | 3:51 |
| 10. | Dandruff?                                        |                              | 0:39 |
| 11. | Daddy's Song                                     | Harry Nilsson                | 2:30 |
| 12. | Poll                                             |                              | 1:13 |
| 13. | Long Title: Do I Have to Do This All Over Again? | Peter Tork                   | 2:39 |
| 14. | Swami—Plus Strings, Etc.                         | Ken Thorne                   | 5:21 |

En 1994, Rhino Records réédite Head avec six titres bonus :
| 15. | Ditty Diego — War Chant | Jack Nicholson, Bob Rafelson | 4:30 |
| 16. | Circle Sky              | Michael Nesmith              | 2:20 |
| 17. | Happy Birthday to You   | Patty Hill, Mildred J. Hill  | 1:02 |
| 18. | Can You Dig It?         | Peter Tork                   | 3:25 |
| 19. | Daddy's Song            | Harry Nilsson                | 2:06 |
| 20. | Head Radio Spot         |                              | 2:03 |

### Musiciens

#### The Monkees
- Micky Dolenz : chant (2, 3, 6, 9)
- Davy Jones : chant (3, 11), chœurs (2, 13)
- Michael Nesmith : chant (3, 4), guitare (4), orgue (4), percussions (4), guitare acoustique (11), guitare électrique (11)
- Peter Tork : chant (3, 13), guitare (6, 13), chœurs (13)

#### Musiciens supplémentaires
- Guitare : Keith Allison (en) (11), Ken Bloom (2, 9), Bill Chadwick (11), Ry Cooder (9), Carole King (9) Danny Kortchmar (2), Stephen Stills (13), Lance Wakely (6, 13), Neil Young (9)
- Basse : Richard Dey (11), Doug Lubahn (2), Harvey Newmark (9), Lance Wakely (6, 13)
- Batterie :  Eddie Hoh (en) (4, 11), Dewey Martin (en) (13), Mike Ney (11), Earl Palmer (9), John Raines (11)
- Percussions : Eddie Hoh (4), Mike Ney (11), John Raines (11), Russ Titelman (2)
- Piano : Michel Rubini (en) (2), Harry Nilsson (11)
- Claviers : Leon Russell (2), Ralph Schuckett (en) (2)
- Violoncelle : Gregory Bemko (2), Justin Ditullio (11), David Filerman (2), Jan Kelly (2), Ray Kramer (11), Jacqueline Lustgarten (2), Emmet Sargeant (11), Eleanor Slatkin (11)
- Contrebasse : Max Bennett (2), Clyde Hoggan (2), Jim Hughart (2), Jerry Scheff (2)
- Trompette : Pete Candoli (11), Buddy Childers (11), Tony Terran (en) (11)
- Trombone : Dick Leith (11), Lew McCreary (11)
- Cuivres et vents : Bill Hinshaw (2), Jules Jacob (2)

### Classements et certifications
| Pays (classement)          | Meilleure position |
| -------------------------- | ------------------ |
| États-Unis (Billboard 200) | 45                 |